# Мислей, Айрин
Айрин Мислей (слов.Irene Mislej; род. 22 января 1946, Буэнос-Айрес) — словенская журналистка, переводчица, искусствовед.
Родилась в семье словенцев.
Ее отец Франк из Лозице переехал в Аргентину в 1928 году, а мать приехада из Храшча годом позже.
Училась в начальной школе с преподаванием на испанском и английском языках и окончила классическую гимназию Colego nacional de Vicente Lopez в 1963 году.
Она изучала журналистику, радиовещание и историю искусств в Буэнос-Айресе.
Работала журналистом в различных газетах. После возвращения в Югославию в 1978 году она сначала жила в Любляне, где в 1987 году получила докторскую степень по истории искусств на факультете Люблянского университета.
С 1996 по 2010 год она была куратором галереи Вено Пилона в Айдовшчине, где на данный момент проживает.
В своей исследовательской работе она посвятила себя изучению творчества словенской эмиграции, особенно в Южной Америке, как художников, для которых она организовала несколько выставок в Словении (Франс Ахчин,Виктор Сульчич,Бара Ремец), так и ученых (Иван(Хуан) Бенигар, Винко Брумен, Бранислава Сушник); она также занимается историей эмиграции и переводит на испанский язык.
В настоящее время ее библиография содержит 236 записей.